# Valdeande
Valdeande es un municipio y localidad española situada en la provincia de Burgos, comunidad autónoma de Castilla y León, comarca de La Ribera, partido judicial de Aranda. Forma parte de la Mancomunidad de La Yecla, con sede en Santa María del Mercadillo.

## Geografía
Valdeande es un municipio español que se encuentra situado en la parte norte de la comarca Ribera del Duero (provincia de Burgos, Castilla y León). Dista 27 kilómetros de Aranda de Duero y 90 de Burgos ciudad.
Localidad claramente vinculada a la agricultura, tiene en el río Esgueva su principal curso fluvial, que baña la parte occidental del municipio creando una extensa vega. Aunque no es el único río que pasa por Valdeande ya que por las afueras del pueblo pasa el río Gromejón, afluente del Duero.

## Historia

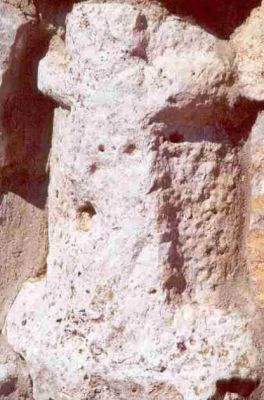
Diosa madre de origen cartaginés, de hace 2500 años, en Valdeande

Posiblemente, Ciella fuese la ciudad de Gella, una de las 17 ciudades Vacceas. Ciella estaría dentro del territorio Vacceo, justo en la frontera con los Arévacos, que aunque pueblos amigos, eran diferentes. Antes de los romanos, ya existía la ruta que venía de Sagunto (Valencia), y atraviesa la península ibérica. A través de dicha ruta, bajaban los minerales que extraían en la provincia de León y que luego iban a Grecia, Egipto, etc. Esta ruta es la que pasaba por Ciella y allí en la ciudad de Ciella, estaba el santuario a la diosa "Gella", el cual fue creado por los celtas que allí habitaban. Estos celtas, cuando entraron en Iberia, se asentaron en los lugares que controlaban las vías de comunicación, luego en algunos sitios construían pueblos guerreros, donde se entrenaban para luego contratarse como mercenarios. Ellos fueron los protagonistas principales de las batallas de Sicilia entre cartagineses y romanos. combatieron con los cartagineses y de ellos adquirieron la costumbre de adorar a la diosa madre.
En el municipio se han reconocido como vestigios más antiguos diferentes restos de la época romana. Este territorio era atravesado por una de las vías que unía Clunia con el valle del río Arlanza, encontrándose en su recorrido la villa de Ciella.
Otros hallazgos de cruces y estelas dan constancia de la posible existencia de una pequeña comunidad hispanovisigoda en Valdeande.
Valdeande también estuvo presente en la Reconquista ya que la torre de la iglesia formaba parte de las fortificaciones levantadas en esa época en el valle del Esgueva. El pueblo de pressura que se adelantó a la reconquista, fue el de Villajimeno, y luego ya el conde Gonzalo Fernández, el padre de Fernán González, creó su pueblo, este de Val-de-Fández, es decir Val de Fernández. En lo alto de la montaña construyó su castillo, el cual posteriormente fue destruido por Almanzor.
Ahora bien, el primer documento escrito en que se cita a Valdeande aparece en 1037, tratándose de un manuscrito de la época de Fernando I de León. Se donó el monasterio de Ciella a Silos, pero la importancia del monasterio de Ciella, era que poseía las reliquias de San Pelayo, las cuales fueron donadas en 1039 al de San Pedro de Arlanza, para hacerle grande.
En el Censo de Vecindarios de la Corona de Castilla realizado en 1591 se denominaba del mismo modo y pertenecía al Partido de los Arauces, incluida en la provincia de Burgos. El partido contaba con 876 vecinos pecheros.
Villa perteneciente a la Jurisdicción de Los Arauzos, de realengo, en el partido de Aranda de Duero, con alcalde ordinario.
Así se describe a Valdeande en el tomo XV del Diccionario geográfico-estadístico-histórico de España y sus posesiones de Ultramar, obra impulsada por Pascual Madoz a mediados del siglo XIX:

Villa con ayuntamiento en la provincia, audiencia territorial y capitanía general de Burgos (14 leguas), partido judicial de Aranda de Duero (4), diócesis de Osma (9); Situada en terreno desigual, con buena ventilación y clima frío, pero sano; las enfermedades comunes son fiebres intermitentes y pulmonías. Tiene 70 casas; escuela de instrucción primaria, común a ambos sexos, dotada con 14 fanegas de trigo; una iglesia parroquial (San Pedro Apóstol) servida por un cura párroco; una ermita dedicada a Nuestra Señora del Moral y otra a Nuestra Señora del Juncar; esta última dista ¼ de la población. El término confina N Santa María de Mercadillo; E Tubilla y Villalvilla; S Baños y Ontoria de Valderados, y O Caleruega y Espinosa de Cervera. El terreno es de buena calidad, participa de monte y llano, le fertiliza el río Esgueva, y le cruzan varios caminos locales. El correo se recibe de Aranda de Duero. Producciones: cereales, legumbres y vino; cría ganado y caza mayor y menor. Población: 41 vecinos, 148 almas. Capital productivo: 694.200 reales. Imponible: 67.425. Contribución: 3.916 reales 20 maravedíes.
Diccionario geográfico-estadístico-histórico de España y sus posesiones de Ultramar

## Demografía
Valdeande cuenta con una población de 99 habitantes (INE 2024).
| Gráfica de evolución demográfica de Valdeande entre 1842 y 2021                                                                                                   |
| |
| Población de derecho según los censos de población del INE. Población de hecho según los censos de población del INE.En este censo se denominaba Valduende: 1842. |

## Patrimonio

### Iglesia de San Pedro Apóstol
La iglesia se eleva sobre un pretil construido con piedra de sillería y, por encima, la torre del actual campanario, cuyo primer cuerpo podría relacionarse con la torre fortificada del siglo XI. En el siglo XIII se levantarían el segundo cuerpo de la torre y el pórtico de la iglesia.
En la construcción se mezclan diferentes estilos arquitectónicos que van desde el románico tardío (pórtico), pasando por el gótico (ventanales) y el renacentista (altar mayor), hasta prácticamente nuestros días.

### Moral
En la explanada delante de la iglesia se halla el moral, auténtico monumento vivo. Es un ejemplar de Morus nigra de una edad aproximada de 300 años. Tiene una altura total de 7 metros, y su contorno, a 1.30 m del suelo, es de 1,90 metros; la anchura de su copa es de 10 metros. En la actualidad, ayudan a sostenerlo unas vigas de madera y un pilar de caliza. Alrededor de él se cuentan numerosas leyendas y sus moras son muy apreciadas tanto por visitantes como por los valdeandinos.

### Fuente Vieja
El monumento está situado en la parte alto del pueblo. Guarda la forma de capilla y presenta un acceso al manantial mediante una puerta doble conformada por arcos gemelos de medio punto y que están separados por una columna. Su origen es románico, aunque tiene una inscripción del año 1703 que alude a una reconstrucción.

### Aula arqueológica del yacimiento de Ciella
El aula está ubicada en el piso superior del edificio de las antiguas escuelas. Con este proyecto se intenta aportar al visitante una percepción real de lo que fue y significó este establecimiento rural romano, y sus antecesores los celtas.
El aula está estructurada en dos zonas. La primera sirve de información general con paneles, maquetas y audiovisuales. La segunda zona es una recreación, a tamaño real, de algunas de las habitaciones principales de la mansión romana.

### Yacimiento de Ciella
Se encuentra al noroeste de Valdeande. En ese lugar se aprovechó la vega del río Esgueva para instalar una mansión romana de carácter rural, que fue el centro de una explotación agraria extensiva. A través de una calzada se llegaba a la capital del Convento Jurídico romano, situado en Clunia y de la que dista 13 kilómetros. Esta calzada, ya estuvo anteriormente controlada por los celtas que se instalaron en la zona.
Zona arqueológica,  declarada bien cultural protegido el 24 de octubre de 1994.

### Diosa Madre
También ha aparecido una diosa-madre en piedra, que sería el gran hallazgo arqueológico de la zona.

### Retablo
El retablo de la iglesia de San Pedro, de la escuela de Pedro Berruguete, posiblemente sea el mejor retablo de la provincia de Burgos. Pintado en la segunda mitad del siglo XVI, no puede dejar de visitarse.

### Los Templarios
Los maestros constructores templarios posiblemente fueron los constructores de la parte gótica del templo de Valdeande, y en él dejaron grabados los tres símbolos que identificaban todo su misterio: la diosa madre, el santo Grial, y la cruz templaria.

### Valdecid
Este fue el lugar donde acampó su última noche el Cid en su destierro, antes de abandonar Castilla. Está en un despoblado (Villajimeno), que por aquella época era un pueblo de "pressura", al lado de la gran laguna de Valdejimeno. El Cid, bajando de Burgos, fue a coger la Calzada de Quinea que pasando por Ciella iba hasta Valencia. Era verano, con un calor intenso castellano, así que las lagunas eran los lugares comunes de acampada, y en la primera de ellas, en la de Villajimeno, fue donde acampó su primera noche de destierro. La gente del pueblo conserva hasta nuestros días el nombre del lugar como "Valdecid". Los otros lugares donde descansó para comer, dar de beber agua a los caballos, y reunir gente, también se conocen como Valdecid, estos están en Briongos, Valdeande y Coruña del Conde. Hay otro en Santamera. Fue un día grande en Castilla, las campanas repicaban, y la gente se le unía, es por eso que la tradición oral haya sabido conservar sus nombres.

### Virgen del Juncal

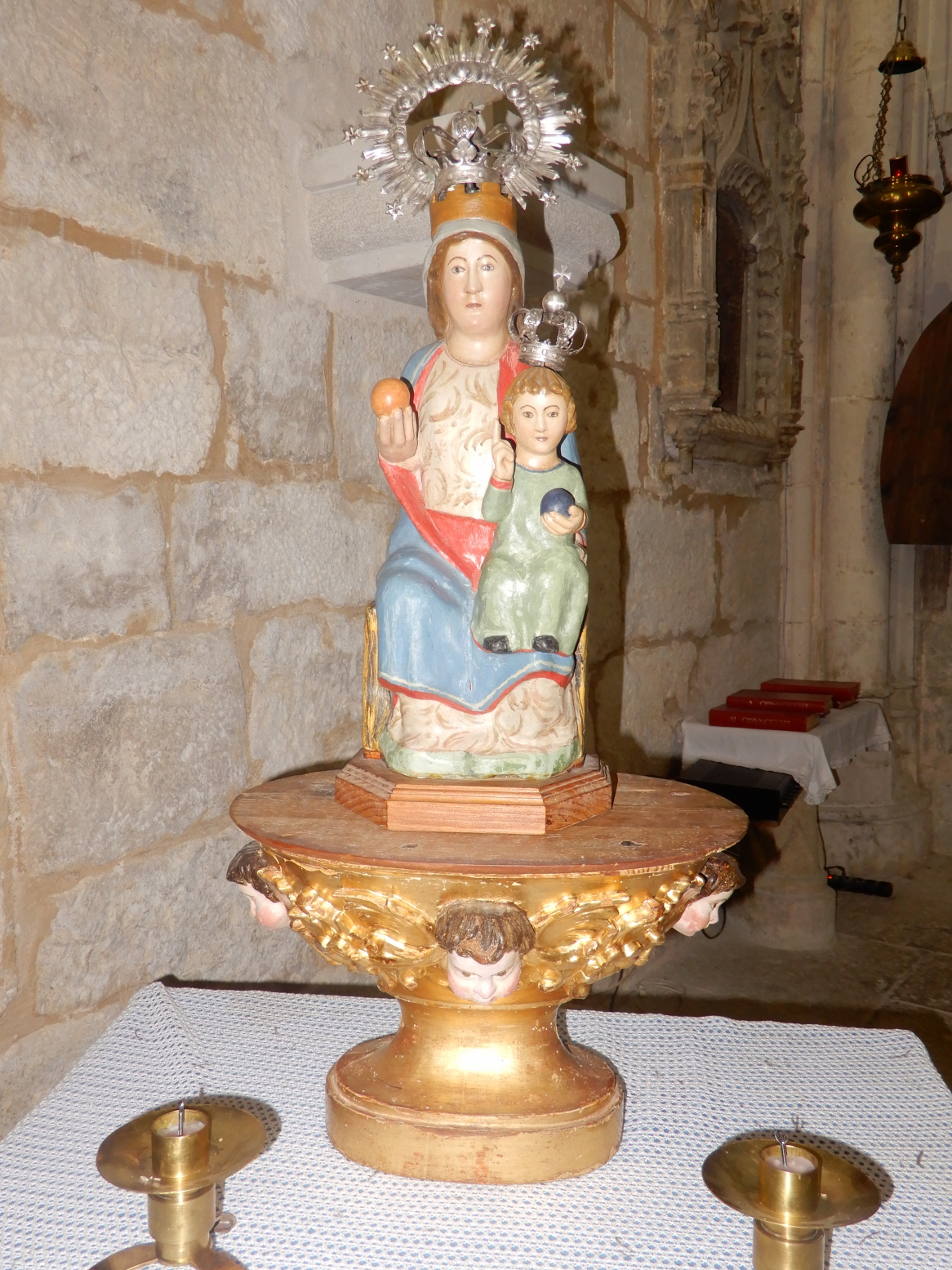
Virgen del Juncal

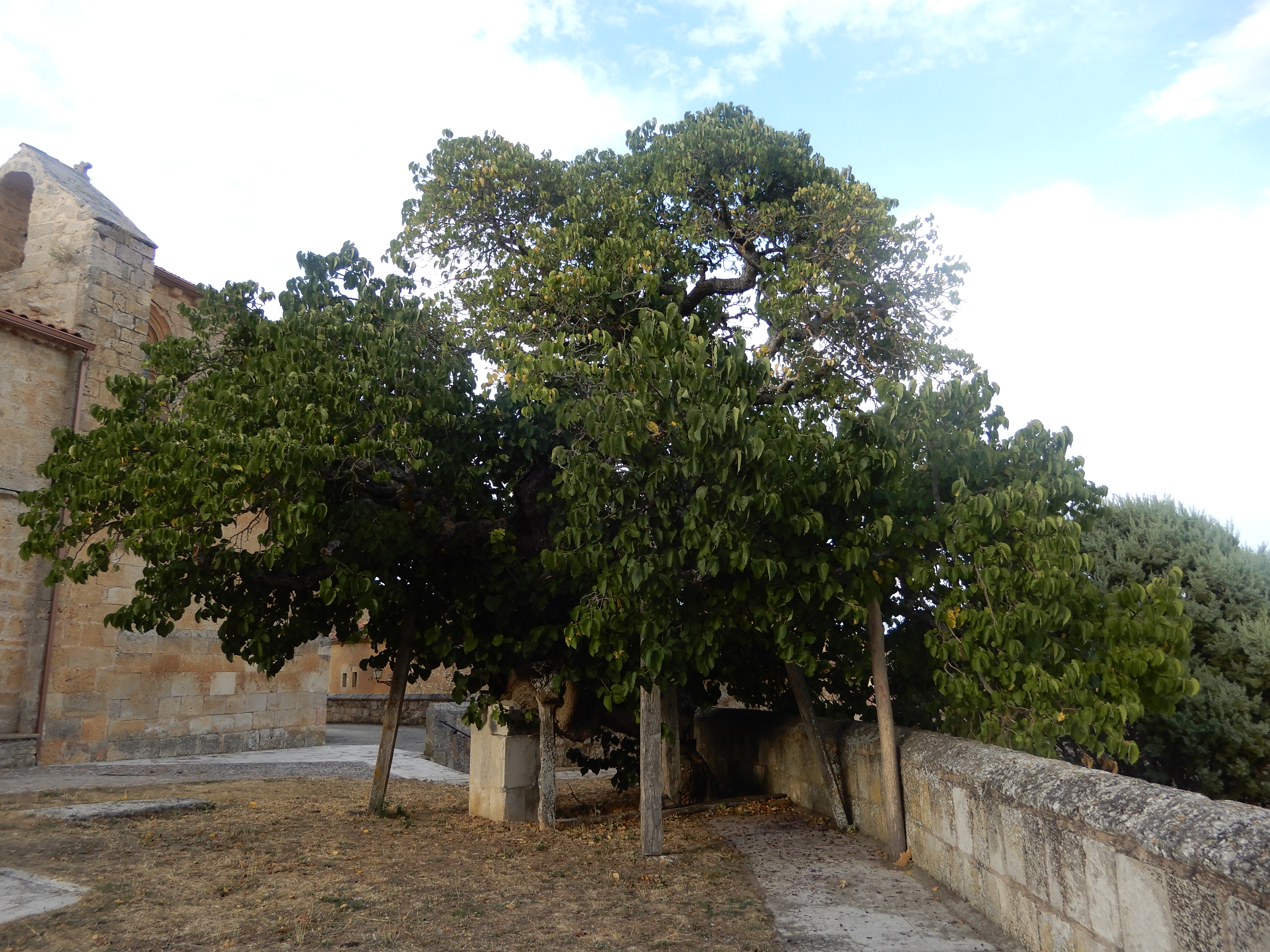
El Moral

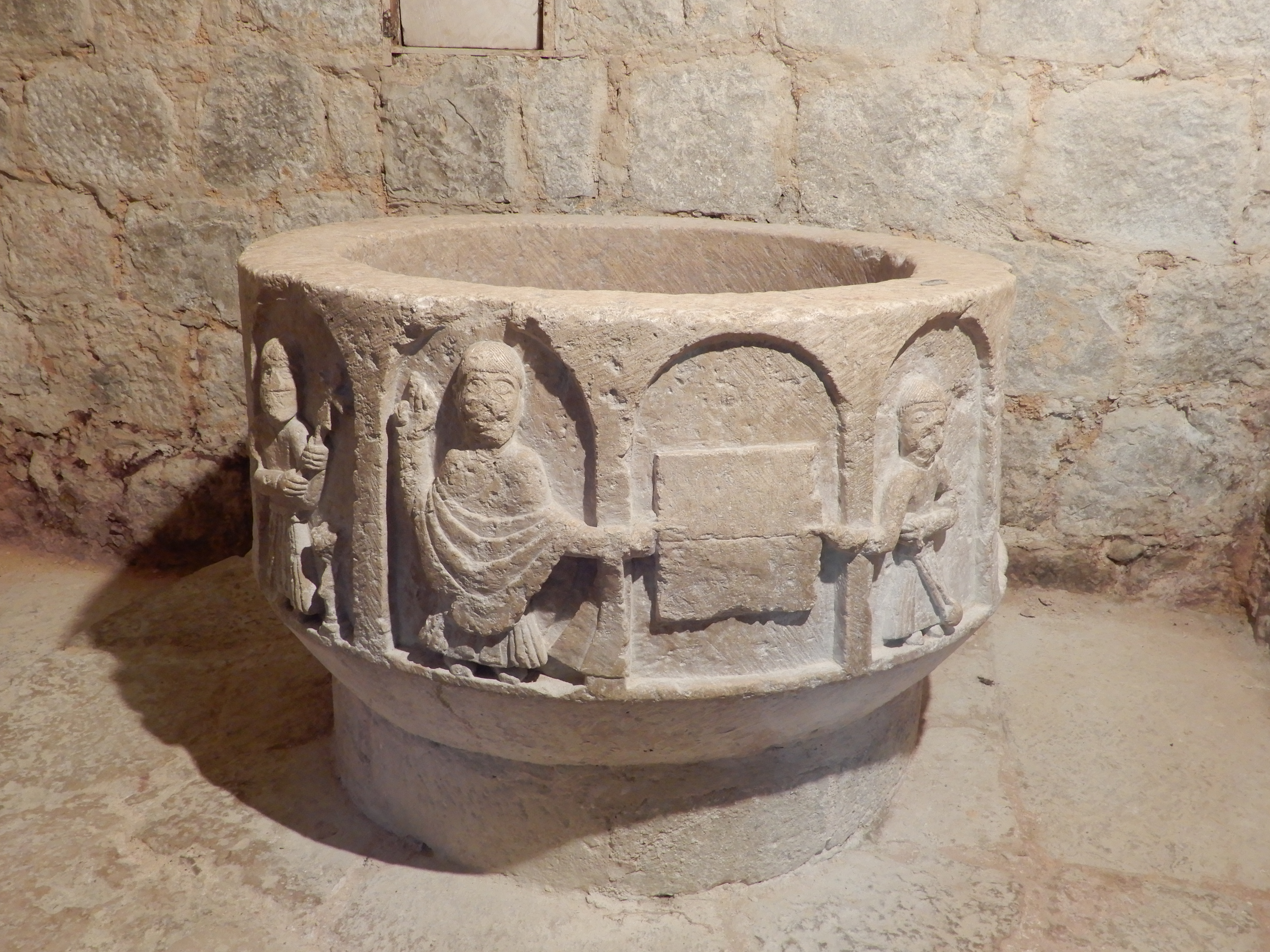
Pila bautismal

Es una talla en madera policromada, gótica, que se puede datar a finales del siglo XIII, principios del XIV. Mide 48 x 29 cm. La talla está bien conservada, aunque ha perdido los remates de la corona y está repolicromada. Pertenece al grupo de Vírgenes sedentes con el NIño, en las que este se sujeta con la mano izquierda sobre la rodilla izquierda. Las dos figuras miran de frente. La tez en ambas figuras es clara, el rostro de la Virgen es ovalado enmarcado por el cabello; el velo, con poco volumen, se distancia del rostro sin plegar. El manto azul bordea el brazo derecho, cubre el izquierdo y parte del pecho; la túnica es roja, el escote se adapta al cuello y el talle se oculta bajo el manto. No se aprecian zapatos. Lleva una corona superpuesta.
Jesús está sentado sobre la pierna izquierda materna. Su rostro es similar al de su madre, pero con los ojos más grandes. Peina una melena corta. Con la mano derecha bendice y con la izquierda sujeta la esfera. Los pies sobresalen del bajo de la túnica, que es verde, y los zapatos están simulados. Lleva, igualmente, una corona superpuesta.
La imagen descansa sobre una peana en el lado izquierdo del altar, aunque anteriormente estuvo en una ménsula sobre el muro.

### Otros lugares
- Ermita de la Virgen del Juncal
- Lavaderos de la fuente Vicario

## Cultura

### Fiestas
- 29 de junio: San Pedro apóstol patrón de la localidad.
- 15 de septiembre: Romería a la ermita de la Virgen del Juncal patrona de la localidad.
- Entre los días 20 y 22 de agosto: Virgen del Moral patrona da la asociación cultural del moral de Valdeande.
- Meses de junio y agosto: verano cultural.
- 15 de agosto: Asunción de la Virgen con misa y comida popular de paella.
- 16 de agosto: fiesta de San Roque.
- 15 de mayo: San Isidro con comida popular en el bar.
- Semana Santa: con las procesiones típicas del domingo de ramos, domingo de resurrección y la de Viernes Santo.
- Puente de la Constitución: fiesta de la matanza.
- Meses de verano: comida popular de corzo.
- Pentecostes: día de los pueblos con romería al real monasterio de Santo Domingo de Guzmán en Caleruega y después comida popular.

### Folclore
Jotas típicas castellanas que se bailan el día de San Pedro; el día de la Virgen del Moral; y el día de la Virgen del Juncal, este día es en el que destacan más, por la tarde del sábado se bailan alrededor de la ermita y por la mañana del domingo se lleva a la Virgen del Juncal bailando desde la ermita a la iglesia.  

### Gastronomía
Tenemos desde las matanzas del cerdo, a la torta de Aranda y el lechazo asado. Mucha gente del pueblo realiza tomatina y rosquillas.